# A.I.R. Gallery

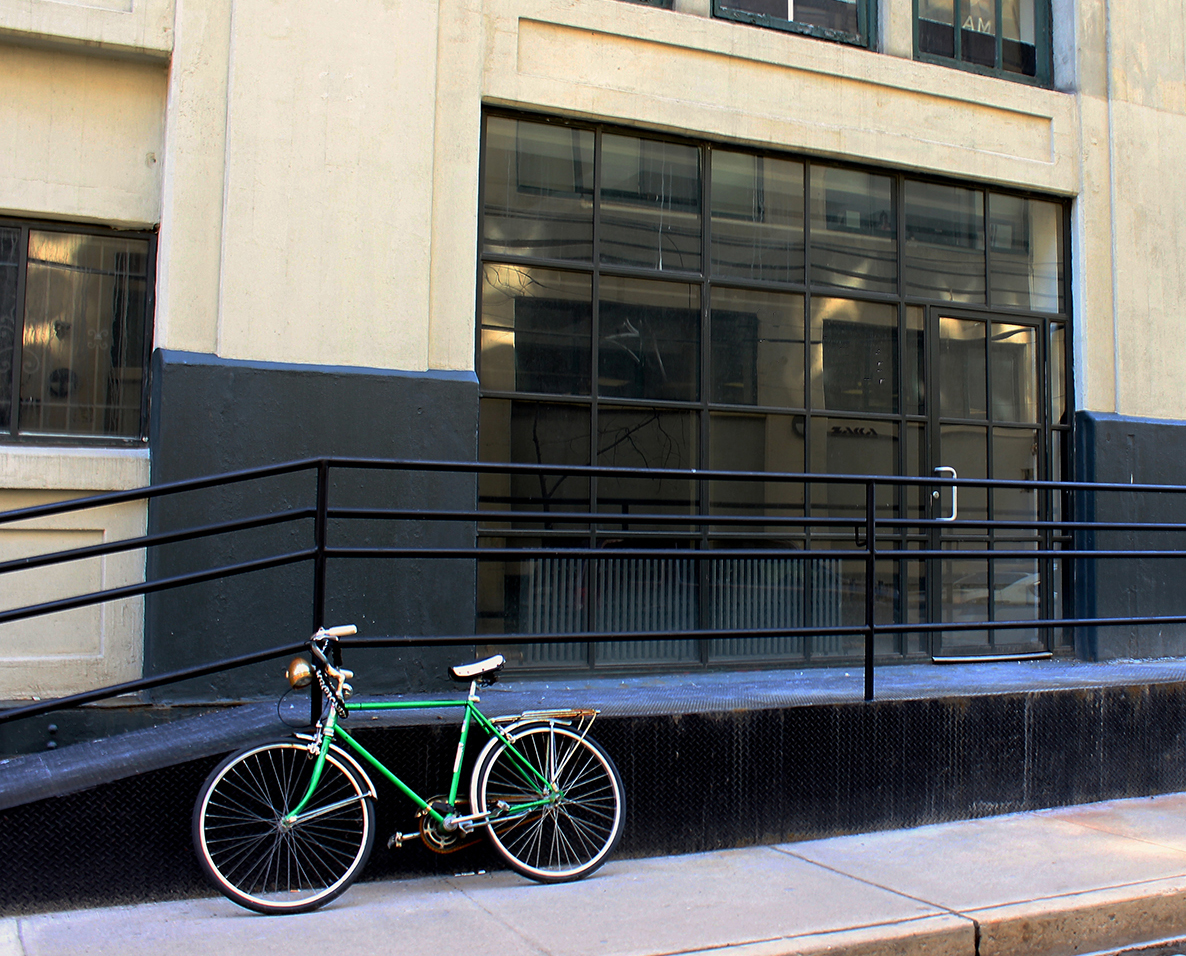
Un.I.R. Galería, 155 Plymouth St, Brooklyn

A.I.R Galería (Artistas en Residencia) es la primera galería cooperativa de mujeres creada en Estados Unidos. Fue fundada en 1972 con el objetivo de proporcionar un espacio permanente de exposición para mujeres artistas en un tiempo en el que los trabajos expuestos en las galerías comerciales de Nueva York eran casi exclusivamente de hombres artistas. A.I.R. es una organización artística sin fines de lucro y autofinanciada en la que sus miembros actúan como junta directiva. La galería se ubicó originalmente en SoHo en el 97 de Wooster Street, y posteriormente se ubicó en el 111 Front Street de DUMBO en el barrio de Brooklyn hasta 2015. En mayo de 2015, la galería se trasladó a su ubicación actual en el 155 Plymouth St, Brooklyn, NY 11201.
A.I.R es una organización sin fines de lucro que tiene como objetivo mostrar la diversidad y el talento artístico de las mujeres, enseñar, desafiar los estereotipos de artistas femeninas y subvertir el panorama de galerías comerciales históricamente dominado por los hombres, con la esperanza general de servir como ejemplo para Otros artistas que deseen realizar sus propios esfuerzos cooperativos artísticos.

## Historia
Barbara Zucker y Susan Williams,  artistas y amigas, se enfrentaron al desafío de encontrar un lugar para vender su obra y decidieron buscar a otras artistas para crear una cooperativa. El feminismo en aquel momento apenas había penetrado en la escena artística de Nueva York, una protesta en el Museo Whitney en 1970 denunció que la representación femenina era de menos del 5 por ciento. Dirigidos por la crítica de arte y activista Lucy Lippard, las dos, junto con Dotty Attie y Mary Grigoriadis, visitaron 55 estudios para seleccionar e invitar a artistas mujeres a formar una cooperativa.
En una primera reunión celebrada el 17 de marzo de 1972 en el loft de Susan William se reunieron entre otras mujeres artistas Maude Boltz, Nancy Spero, Louise Bourgeois, Howardena Pindell, Ree Morton, Harmony Hammond, Cynthia Carlson y Sari Dienes. Al final, hubo una mezcla altamente ecléctica de 20 artistas (algunas de las convocadas rechazaron unirse al grupo ante el temor de estar en una galería de mujeres). Para las artistas, sus objetivos de trabajo eran la calidad. Sin embargo, el debate central estaba en el reto feminista de luchar contra los prejuicios y temores de que las presentaciones fueran consideradas de segunda clase. Tras la apertura, la historia continúa, un hombre dijo a regañadientes: “Está bien, lo hiciste; has encontrado 20 buenas mujeres artistas. Pero eso es todo."
La galería se estructuró para ser un espacio de exhibición de arte para mujeres y una institución radical, progresista, incluso subversiva y sin fines de lucro. Su carácter cooperativo y su estructura democrática han hecho que las miembros voten sobre todas las decisiones y participen en reuniones mensuales para planificar exposiciones, programas y la dirección general de la galería. Cada artista paga las cuotas de membresía y, por lo tanto, es propietaria de la propia organización y de su propia carrera. De esta manera, la estructura de A.I.R. se diferencia de las galerías manejadas por representantes. Las artistas entrantes son elegidas a través de un riguroso proceso de revisión por pares que incluye revisar los trabajos de las solicitantes, largas discusiones y una visita al estudio por parte de las miembros actuales. Cada artista tiene que comisariar su propia exposición, lo que permite la experimentación y los riesgos que no siempre son posibles en entornos comerciales. El grupo pronto reconoció la importancia de construir un patrimonio: se establecieron colaboraciones y exposiciones colectivas internacionales, en partes curadas por sus miembros. El programa de becas en sus primeros años proporcionó patrocinio caso por caso, ya que los fondos estaban disponibles.
Fundada en 1972, A.I.R. Es la primera galería sin fines de lucro dirigida por artistas para mujeres en el país. El anuncio de la primera exposición de la galería explica mejor el concepto fundador, al afirmar, "A.I.R. no vende arte; cambia las actitudes sobre el arte por parte de las mujeres. A.I.R. ofrece a las artistas mujeres un espacio para mostrar el trabajo de manera innovadora, transitoria y libre de tendencias del mercado, según lo exigen las concepciones de las artistas ”. Basado en los principios feministas de cooperación económica y decisión por consenso, A.I.R. Continúa ofreciendo un lugar alternativo para mujeres que protege el proceso creativo y la voz individual del artista.

## Nombre
El nombre "AIR" surgió cuando, en la primera reunión, Howardena Pindell sugirió “Jane Eyre”. De ahí surgió "air" y después “A.I.R.” Era también una referencia a la Certificación de “Artista en Residencia” dada por la ciudad para permitir que los artistas vivan en espacios comerciales ilegales del Soho.

## Recepción
AIR Gallery ha desempeñado un papel ampliamente reconocido en el mundo del arte desde la fundación de la institución. En 1978, la notable pintora feminista Sylvia Sleigh conmemoró a los 21 miembros actuales (incluida la propia Sleigh) de A.I.R. a través de su pintura A.I.R. Retrato de grupo. En el ensayo "Los enemigos de la liberación de las mujeres en las artes serán aplastados", la historiadora del arte Meredith Brown elogia cómo A.I.R. "Creó una amplia red de individuos y organizaciones que se unieron colectivamente para contrarrestar el patriarcado del establecimiento de arte". La historiadora del arte Lenore Malen reconoce de manera similar la influencia de A.I.R. afirmando que “la ciudad de Nueva York a la que me mudé en 73 vi cómo los colectivos de mujeres: A.I.R., Soho 20 y otros formaban el movimiento artístico feminista”. Mientras que muchos reconocen la influencia de A.I.R. En cuanto al arte feminista, la galería ha recibido algunas críticas por el uso de fondos del gobierno. En su artículo “El Balance: A.I.R. y fondos del gobierno, Meredith Brown sostiene que “A.I.R. Comenzó a confiar en el apoyo financiero de fuentes cuyas complejidades burocráticas requerían que la galería cambiara su estructura organizativa, si no comprometiera sus principios feministas ".

## Ubicaciones de galería
El primer lugar, autorrenovado para la inauguración de la exposición de A.I.R. fue en el 97 Wooster Street, que se inauguró el 16 de septiembre de 1972. Después de ocupar un espacio de la galería en la 63 Crosby Street de 1981–1994, A.I.R. Gallery se ubicó en 40 Wooster Street de 1994 a 2002, en el 511 West 25th Street de 2002 a 2008 y abrió un nuevo espacio en 111 Front Street # 228, Dumbo - Brooklyn, Nueva York, comenzando con The History Show el 2 de octubre de 2008. En mayo de 2015, AIR Galería se trasladó a una nueva ubicación. La dirección actual es 155 Plymouth St, Brooklyn, NY 11201; Teléfono (212) 255-6651.

## Fundadoras
Dotty Attie, Rachel bas-Cohain, Judith Bernstein, Blythe Bohnen, Maude Boltz, Agnes Denes, Daria Dorosh, Loretta Dunkelman, Mary Grigoriadis, Armonía Hammond, Laurace James, Nancy Kitchell, Louise Kramer, Anne Healy, Rosemary Mayer, Patsy Norvell, Howardena Pindell, Nancy Spero, Susan Williams, Barbara Zucker.

## Participación actual
Hay cinco niveles de programas de membresía para artistas autodefinidas en la Galería AIR. La membresía de New York Artist está abierta a mujeres autoidentificadas artistas que residen en el área de New York. El programa de membresía nacional incluye a 22 artistas mujeres autoidentificadas en todo Estados Unidos. La membresía de la alumna está abierta a cualquier exartista de Nueva York, nacional y de compañerismo que desee permanecer aparte de la galería. Después de mantener 7 años de membresía en A.I.R., las artistas automáticamente serán elegibles para el Programa Adjunto.

## Artistas
Artistas cuyos trabajos han sido exhibidos en la galería:
- Dotty Attie
- Nancy Azara
- Susan Bee
- Judith Bernstein
- Stephanie Bernheim
- Blythe Bohnen
- Enid Crow
- Rosalyn Drexler
- Sarah Beth Goncarova
- Judith Henry
- Jungil Hong
- Janice Kluge
- Marcia Kure
- Ellen McMahon
- Ana Mendieta
- Dolgor Ser-Od
- Erin Siegal
- Elke Solomon
- Nancy Spero
- Janise Yntema
- Sue Hettmansperger